# Gouvernement Ibrahim Mohamed Solih
Yameen Muizzu
Le gouvernement Ibrahim Mohamed Solih est le gouvernement des Maldives depuis le 17 novembre 2018.

## Historique

### Formation
Après la mise en place à partir de 2013 d'un nouveau régime autoritaire par Abdulla Yameen et l'invalidation de la candidature de l’ancien président déchu Nasheed par la commission électorale, Ibrahim Mohamed Solih est désigné candidat du Parti démocrate pour l'élection présidentielle de 2018. Il est à la tête d'une coalition hétéroclite d'opposition. Celle-ci se compose du MDP, de la faction pro-Gayoom du PPM, du Parti républicain et du Parti de la justice.
Le 23 septembre, à la surprise générale, il remporte le scrutin avec 133 808 voix contre 95 526 pour le président sortant, qui reconnaît sa défaite.
Mais le 11 octobre 2018, Yameen fait volte-face et dépose un recours contre les résultats à la Cour suprême. Le 21 octobre, le recours est rejeté par la Cour suprême. Solih prête serment le 17 novembre 2018 avec son gouvernement.

### Succession
Ibrahim Solih est candidat à un second mandat lors de l'élection présidentielle de 2023. Devancé au premier tour par Mohamed Muizzu, il est battu au second tour le 30 septembre par ce dernier qui l'emporte avec 54,04 % des voix.

## Composition
| Portefeuille                                                                | Titulaire | Titulaire                                    | Parti        |
| --------------------------------------------------------------------------- | --------- | -------------------------------------------- | ------------ |
| Président de la République                                                  |           | Ibrahim Mohamed Solih                        | MDP          |
| Vice-président de la République                                             |           | Faisal Naseem                                | JP           |
| Ministres                                                                   |           |                                              |              |
| Ministre des Affaires étrangères                                            |           | Abdulla Shahid                               | MDP          |
| Ministre de la Défense                                                      |           | Mariya Ahmed Didi                            | MDP          |
| Ministre de l'Intérieur                                                     |           | Sheikh Imran Abdulla                         | AP           |
| Ministre des Finances                                                       |           | Ibrahim Ameer                                | MDP          |
| Ministre du Plan national et des Infrastructures                            |           | Mohamed Aslam                                | MDP          |
| Ministre de l'Enseignement supérieur                                        |           | Ibrahim Hassan                               | PPM          |
| Ministre de la Communication, Sciences et Technologie                       |           | Mohamed Maleeh Jamal (jusqu'au 01/03/2021)   | JP           |
| Ministre de la Communication, Sciences et Technologie                       |           | Fayyaz Ismail                                | MDP          |
| Ministre de la Santé                                                        |           | Abdulla Ameen (jusqu'au 22/10/2020)          | JP           |
| Ministre de la Santé                                                        |           | Ahmed Naseem                                 | MDP          |
| Ministre de l'Éducation                                                     |           | Aishath Ali                                  | MDP          |
| Ministre du Transport et de l'Aviation civile                               |           | Aishath Nahula                               | JP           |
| Ministre des Arts, Culture et Héritage                                      |           | Yumna Maumoon                                | PPM puis Ind |
| Ministre du Tourisme                                                        |           | Ali Waheed                                   | AP           |
| Ministre du Tourisme                                                        |           | Abdulla Mausoom                              | JP puis MDP  |
| Ministre du Développement économique                                        |           | Fayyaz Ismail                                | MDP          |
| Ministre de la Pêche, Ressources marines et Agriculture                     |           | Zaha Waheed                                  | PPM puis Ind |
| Ministre des Affaires islamiques                                            |           | Ahmed Zahir                                  | PPM          |
| Ministre de l'Habitat et du Développement urbain                            |           | Aminath Athifa (jusqu'au 11/06/2020)         | PPM puis Ind |
| Ministre de la Jeunesse, des Sports et du Pouvoir de la jeunesse            |           | Ahmed Mahloof                                | MDP          |
| Ministre du Genre, de la Famille et des Services sociaux                    |           | Sidhatha Shareef (jusqu'au 20/02/2020)       | AP           |
| Ministre du Genre, de la Famille et des Services sociaux                    |           | Aishath Mohamed Didi                         | Ind puis MDP |
| Ministre de l'Environnement                                                 |           | Hussain Rasheed Hassan (jusqu'au 05/05/2021) | JP           |
| Ministre de l'Environnement                                                 |           | Aminath Shauna                               | MDP          |
| Procureur général                                                           |           | Ibrahim Riff'ath                             | Ind          |
| Ministre de la Présidence                                                   |           | Mohamed Shifaz                               | MDP          |
| Ministre à la Présidence                                                    |           | Ahmed Sameer                                 | JP           |
| Ministres d'État                                                            |           |                                              |              |
| Ministre d'État                                                             |           | Akram Kamaludeen                             | MDP          |
| Ministre d'État pour les Affaires étrangères                                |           | Ahmed Khaleel                                | MDP          |
| Ministre d'État pour le Développement économique                            |           | Mohamed Iyad Hameed                          | PPM          |
| Ministre d'État pour les Arts, Culture et Héritage                          |           | Mohamed Thoriq                               | MDP          |
| Ministre d'État pour la Pêche, Ressources marines et Agriculture            |           | Hassan Rasheed                               | PPM          |
| Ministre d'État pour les Affaires islamiques                                |           | Sheikh Ilyas Jamal                           | AP           |
| Ministre d'État pour l'Environnement                                        |           | Ahmed Mujthaba                               | MDP          |
| Ministre d'État pour le Genre, de la Famille et des Services sociaux        |           | Aishath Rasheed                              | Ind          |
| Ministre d'État pour l'Intérieur                                            |           | Hassan Shujau                                | MDP          |
| Ministre d'État pour le Plan et les Infrastructures                         |           | Mohamed Ali                                  | Ind          |
| Ministre d'État pour la Communication, Sciences et Technologies             |           | Ali Solih                                    | JP           |
| Ministre d'État pour l'Éducation                                            |           | Ali Riyaz                                    | Ind          |
| Ministre d'État pour la Pêche, les Ressources halieutiques et l'Agriculture |           | Mohamed Ahmed                                | Ind          |
| Ministre d'État pour l'Habitat et le Développement urbain                   |           | Ahmed Nasheed                                | PPM          |
| Ministre d'État pour la Jeunesse, les Sports et le Pouvoir de la jeunesse   |           | Ashadh Ali                                   | Ind          |
| Ministre d'État pour le Genre, la Famille et les Services sociaux           |           | Fazna Shakir                                 | Ind          |